# Josephinia
Josephinia es un género de plantas de flores de la familia Pedaliaceae. Comprende siete especies.

## Especies seleccionadas
- Josephinia africana
- Josephinia celebica
- Josephinia eugeni

## Sinónimo
- Pretreothamnus